# Liste du patrimoine immobilier classé de La Bruyère
Cette page regroupe l'ensemble du patrimoine immobilier classé de la ville belge de La Bruyère.
| Objet | Année de construction / Architecte | Adresse          | Section communale | Coordonnées                      | Numéro d’inventaire | Illustration                                   |
| --- | ---------------------------------- | ---------------- | ----------------- | -------------------------------- | ------------------- | ---------------------------------------------- |
| La tour de l'église Saint-Denis, à Saint-Denis | XIIIe siècle                       | place Albert Ier | Saint-Denis       | 50° 32′ 08″ nord, 4° 47′ 03″ est | 92141-CLT-0003-01   | La tour de l'église Saint-Denis, à Saint-Denis |
| Deux piloris se trouvant dans le parc du château de Villers-lez-Heest (M) ainsi que l'ensemble formé par le château et ses abords, le parc et les piloris (S)                                                                     |                                    |                  | Villers-lez-Heest | 50° 31′ 53″ nord, 4° 50′ 26″ est | 92141-CLT-0004-01   | Image manquanteTéléverser                      |
| Le presbytère de la paroisse Saint-Didier et le mur (depuis la place communale jusqu'à l'école, prolongé du petit retour à hauteur de celle-ci) (M) ainsi que l'ensemble formé par le presbytère et les terrains environnants (S) |                                    |                  | Rhisnes           | 50° 30′ 19″ nord, 4° 48′ 13″ est | 92141-CLT-0005-01   | Image manquanteTéléverser                      |
| a) l'extérieur du château de Villers-lez-Heest, de la ferme, des bâtiments annexes et du pavillon, ainsi que les murs des douves, le hangar et le fournil                                                                         |                                    |                  | Villers-lez-Heest | 50° 31′ 52″ nord, 4° 50′ 31″ est | 92141-CLT-0006-01   | Image manquanteTéléverser                      |